# Potoški plaz
Potoški plaz  (Karavanke) (tudi : Plaz Potoška planina, Urbasov plaz, plaz Urbas). V zvezi z imenom je kar nekaj zmede, saj vsa tu navedena imena ne pomenijo isto. So se pa vsa ta imena pojavljala in uporabljala tako za opredelitev lokacije plazov na Potoški planini, kot tudi za opredelitev lokacij plazov ob njej.
Največkrat so kot Potoški plaz napačno imenovali Urbasov plaz, to je plaz Urbas. Je pa na Potoški planini in tudi navzdol do vasi Potoki ob potoku Sevnik in ob njegovih pritokih še kar nekaj aktivnih plazov, večinoma manjših. Ti plazovi za sedaj ne ogrožajo nikogar. Vsak od teh bi bil lahko Potoški plaz … Le eden od evidentiranih plazov (manjši) pa s Potoške planine dejansko drsi v dolino Bela (globine 2 do 6 m (?)). - Mogoče bi bilo treba evidentirati še kakšnega ?